# بازی‌های آسیایی ساحلی ۲۰۱۲
بازی‌های آسیایی ساحلی ۲۰۱۲ سومین دوره از بازی‌های آسیایی ساحلی است که در های‌یانگ چین برگزار گردید.